# Aptesis improba
Aptesis improba là một loài tò vò trong họ Ichneumonidae.